# Generation on the Wind
Generation on the Wind ist ein von David A. Vasser und Andrew Finley für PBS produzierter Dokumentarfilm von 1979 über die Errichtung eines Windkraftwerks. Der Film wurde für die Oscarverleihung 1980 in der Kategorie Dokumentarfilm nominiert.

## Inhalt
Der Film dokumentiert wie 1978 nach dem Schock der Ölkrise junge Künstler, Umwelt-Aktivisten und Mechaniker ein Windkraftwerk auf der Insel Cuttyhunk vor der Küste von Massachusetts errichteten. Es war zu der Zeit das größte derartige Kraftwerk.

## Veröffentlichung
Der Film lief am 30. März 1979 im Abendprogramm von PBS.
2018 wurde Generation on the Wind beim Environmental Film Festival in Washington, D.C. erneut aufgeführt.

## Rezeption
Tom Shales schrieb in der Washington Post, dass wenn Leute beim Wort „Dokumentarfilm“ zusammenzuckten liege es an Filmen wie diesem, über die Errichtung einer Windmühle und über die verwöhnten Bälger, die sie errichteten.

## Nominierungen
- Oscars 1980: Nominierung für den Oscar in der Kategorie Dokumentarfilm[3]